# برج میدان تایمز
برج میدان تایمز (به انگلیسی: Times Square Tower) یک آسمان‌خراش ۴۷ طبقه‌ای با ۲۲۱ متر (۷۲۶ پا) ارتفاع است. این ساختمان در شماره ۷ میدان تایمز و در منهتن نیویورک در ایالات متحده آمریکا قرار دارد. ساخت این ساختمان در سال ۲۰۰۲ آغاز و در ۲۰۰۴ پایان یافت. تعدادی از بیلبوردهای میدان تایمز که از ویژگی‌های این میدان به حساب می‌آیند، در نمای خارجی این ساختمان قرار گرفته‌اند.